# 上高会战遗址
上高会战遗址位于中国江西省宜春市上高县，2013年被列为第七批全国重点文物保护单位，包括中国军队第19集团军的总指挥部、总部特务营和妇女战地服务团，中国军队第74军第58师战时指挥部、师部和第74军战时医院，中国军队第72军新15师战时指挥部，上高会战战时监狱及日军第34 师团指挥部等旧址，多为祠堂和传统民居建筑。
1941年3月15日，日军为巩固南昌外围据点，保证占领区安全，兵分三路，企图一举消灭驻防上高县等地的中国19集团军罗卓英总司令部，打通湘赣要道。中国军队组织和发动军队及江西地方部队十万人参战，分设三条抵抗线，历时25天浴血奋战，中国军队毙伤日军1.5万余人，夺取了“上高会战”大捷。